# Sudán en los Juegos Olímpicos de Seúl 1988
Sudán estuvo representado en los Juegos Olímpicos de Seúl 1988 por ocho deportistas masculinos que compitieron en dos deportes.
El portador de la bandera en la ceremonia de apertura fue el atleta Omer Jalifa. El equipo olímpico sudanés no obtuvo ninguna medalla en estos Juegos.